# Sielsowiet bolszesołdatski
Sielsowiet bolszesołdatski (ros. Большесолдатский сельсовет) – jednostka administracyjna wchodząca w skład rejonu bolszesołdatskiego w оbwodzie kurskim w Rosji.
Centrum administracyjnym sielsowietu jest wieś (ros. село, trb. sieło) Bolszoje Sołdatskoje.

## Geografia
Powierzchnia sielsowietu wynosi 173,81 km².

## Historia
Status i granice sielsowietu zostały określone 21 października 2004 roku.

## Demografia
W 2017 roku sielsowiet zamieszkiwało 3796 osób.

## Miejscowości
W skład sielsowietu wchodzą miejscowości: Bolszoje Sołdatskoje, Bierdin, Boczanka, Krasnyj Klin, Kukuj, Machow Kołodieź, Nieczajew, Niżniaja Parowaja, Nowosotnickij, Pierwomajskaja, Rastworowo, Rżawa, Rozgriebli, Szczerbaczewka, Jamskaja Stiep.